# Sex Bomb
«Sex Bomb» es una canción interpretada por el cantante galés Tom Jones que cuenta con la colaboración del productor alemán Mousse T. Fue lanzado el 11 de noviembre de 1999 como uno de los sencillos de su álbum Reload convirtiéndose en uno de los más exitosos del mismo, llegando al número uno en Francia y Suiza e ingresando en el top 3 de varios países europeos incluyendo Reino Unido, Alemania, España e Italia.
La remezcla conocida como "Peppermint Disco Mix", realizada por el mismo Mousse T. junto al trío Royal Garden fue una versión muy popular en las pistas de baile, la cual contiene elementos de "All American Girls" de Sister Sledge. Una versión más jazzera titulada "Sexbomb (Swing)" fue incluida en el álbum en solitario de Mousse T., Gourmet De Funk.
La canción ha sido versionada por varios artistas, entre ellos por el cantante alemán Max Raabe en 2006.
El vídeo musical de la canción fue dirigido por Barry Maguire.

## Lista de canciones
Reino Unido – CD sencillo 1
1. «Sex Bomb» (Peppermint Disco radio mix) – 3:55
2. «Sex Bomb» (Sounds of Life half vocal mix) – 6:40
3. «Sex Bomb» (Strike Boys mix) – 5:33
4. «Sex Bomb» (versión del álbum) – 3:30

 Reino Unido – CD sencillo 2
1. «Sex Bomb» (Peppermint Disco radio mix) – 3:55
2. «Sex Bomb» (Agent Sumo's freestyle mix)
3. «Sex Bomb» (Peppermint Disco dub mix)
4. «Sex Bomb» (video musical)

Europa – CD maxi
1. «Sex Bomb» (versión del álbum) – 3:34
2. «Sex Bomb» (Peppermint Disco radio mix) – 3:57
3. «Sex Bomb» (Peppermint Disco mix) – 6:28
4. «Sex Bomb» (Strike Boys mix) – 5:35
5. «Sex Bomb» (Sounds of Life half vocal mix) – 6:39

 Australia – CD maxi
1. «Sex Bomb» (versión del álbum) – 3:32
2. «Sex Bomb» (Peppermint Disco radio mix) – 3:55
3. «Sex Bomb» (Peppermint Disco mix) – 6:26
4. «Sex Bomb» (Sounds of Life half vocal mix) – 6:39
5. «Sex Bomb» (Sounds of Life bub mix) – 5:53
6. «Sex Bomb» (Mousse T's big beat) – 4:07
7. «Sex Bomb» (Strike Boys mix) – 5:32

## Posicionamiento en listas y certificaciones
| Lista (2000–04)                                   | Mejor posición |
| ------------------------------------------------- | -------------- |
| Alemania (Media Control AG)                       | 3              |
| Australia (ARIA)                                  | 35             |
| Austria (Ö3 Austria Top 40)                       | 3              |
| Bélgica (Flandes) (Ultratop 50)                   | 11             |
| Bélgica (Valonia) (Ultratop 50)                   | 2              |
| Canadá (RPM Adult Contemporary)                   | 78             |
| Canadá (RPM Dance/Urban)                          | 3              |
| República Checa (IFPI)                            | 5              |
| Dinamarca (IFPI)                                  | 9              |
| Escocia (Scottish Singles Sales Chart)            | 3              |
| España (Top 100 Canciones)                        | 2              |
| Estados Unidos (Hot Dance Club Songs) The Remixes | 11             |
| Eurochart Hot 100                                 | 1              |
| Finlandia (OFC)                                   | 5              |
| Francia (SNEP)                                    | 1              |
| Irlanda (IRMA)                                    | 7              |
| Italia (FIMI)                                     | 2              |
| Noruega (VG-lista)                                | 18             |
| Países Bajos (Dutch Top 40)                       | 10             |
| Reino Unido (UK Singles Chart)                    | 3              |
| Rumania (Romanian Top 100)                        | 3              |
| Suecia (Sverigetopplistan)                        | 9              |
| Suiza (Schweizer Hitparade)                       | 1              |

| País        | Organismo certificador | Certificación | Ventas  | Ref.   |
| ----------- | ---------------------- | ------------- | ------- | ------ |
| Alemania    | BVMI                   | Oro           | 250 000 | [ 31 ] |
| Austria     | IFPI Austria           | Oro           | 25 000  | [ 32 ] |
| Bélgica     | BRMA                   | Oro           | 25 000  | [ 33 ] |
| Dinamarca   | IFPI Dinamarca         | Oro           | 45 000  | [ 34 ] |
| Francia     | SNEP                   | Oro           | 250 000 | [ 35 ] |
| Reino Unido | BPI                    | Plata         | 200 000 | [ 36 ] |
| Suecia      | GLF                    | Oro           | 15 000  | [ 37 ] |
| Suiza       | IFPI Suiza             | Oro           | 25 000  | [ 38 ] |

## Sucesión en listas
| Anterior: «If I Could Turn Back the Hands of Time» de R. Kelly | Swiss Singles Chart — Sencillo Nro 1 13 de febrero de 2000 — 5 de marzo de 2000 | Siguiente: «American Pie» de Madonna   |
| Anterior: «Il y a trop de gens qui t'aiment» de Hélène Ségara  | SNEP Charts — Sencillo Nro 1 26 de febrero de 2000 — 8 de abril de 2000         | Siguiente: «Ces Soirées-là» de Yannick |
| Anterior: «Move Your Body» de Eiffel 65                        | Eurochart Hot 100 — Sencillo Nro 1 11 de marzo de 2000 — 18 de marzo de 2000    | Siguiente: «American Pie» de Madonna   |